# Jean-Pierre Serre
Jean-Pierre Serre (* 15. září 1926 Bages) je francouzský matematik. Je nositelem nejvýznamnějších ocenění ve svém oboru: Fieldsovy medaile (1954), Wolfovy ceny za matematiku (2000) i Abelovy ceny, kterou získal roku 2003 jako vůbec první v historii. Zaobírá se problémy algebraické topologie, algebraické geometrie a algebraické teorie čísel, kterou do značné míry ustavil. V letech 1956–1994 byl profesorem matematiky na Collège de France. Byl žákem Henri Cartana. Byl jedním z matematiků publikujících pod pseudonymem Nicolas Bourbaki.